# Chirognathia dracula
Chirognathia dracula är en djurart som tillhör fylumet käkmaskar, och som beskrevs av Wolfgang Sterrer och Sørensen 2006. Chirognathia dracula ingår i släktet Chirognathia och familjen Gnathostomulidae. Inga underarter finns listade i Catalogue of Life.